# Dues cases aparellades al passeig de la Muntanya, 26-28 (Granollers)
Dues cases aparellades al passeig de la Muntanya, 26-28 és una obra modernista de Granollers (Vallès Oriental) inclosa a l'Inventari del Patrimoni Arquitectònic de Catalunya.

## Descripció
Conjunt de dos habitatges amb un capcer format per cintes juxtaposades. Consta de planta baixa. Cada casa està formada per una finestra i una porta d'entrada emmarcades per elements decoratius en forma de cintes. Dos frisos de ceràmica travessen les dues cases formant un conjunt propi del modernisme.

## Història
No se sap la data de construcció d'aquestes cases, però podem datar-les aproximadament en la primera dècada del segle xx.
El passeig de la muntanya era un gran terreny propietat de Mariano Fortuny. L'any 1894 començà la seva urbanització segons consta en l'arxiu de l'Ajuntament de Granollers (Leg. 269).
En l'actualitat és una via en constant transformació; els nous edificis ofeguen i substitueixen els d'aquest tipus.